# Karlhans Endlich
Karlhans Endlich ist ein deutscher Physiologe und Anatom. Seit 2005 ist er Direktor des Instituts für Anatomie und Zellbiologie der Universität Greifswald.

## Leben
Endlich studierte ab 1981 an der Ruprecht-Karls-Universität Heidelberg Medizin. Nach dem Examen und der Approbation als Arzt folgte 1987–1993 in Heidelberg ein Studium der Physik. Als wissenschaftliche Hilfskraft und Angestellter am Physiologischen Institut (1988–1995),
wurde er 1989 in Heidelberg zum Dr. med. promoviert. Als Diplom-Physiker wurde er 1993 in der Heidelberger Physiologie angestellt. Nachdem er 1996–1998 als Stipendiat der Deutschen Forschungsgemeinschaft und der Société Française d’Hypertension Artérielle an der Universität Straßburg geforscht hatte, habilitierte er sich 1998 in Heidelberg für Physiologie. Seine Lehrbefugnis wurde 2002 auf Anatomie und Zellbiologie erweitert. Den 2005 ergangenen Ruf der Christian-Albrechts-Universität zu Kiel auf ihren Anatomie-Lehrstuhl lehnte er ab. Hingegen folgte er im selben Jahr dem Ruf an die Universität Greifswald als Nachfolger von Jochen Fanghänel. Er war Vorstandsmitglied und Präsident (2013/14) der Anatomischen Gesellschaft. Seit 2012 ist er Prodekan der Universitätsmedizin Greifswald.